# Pura Besakih
De Pura Besakih is de grootste tempel, Pura in het midden van Bali, ook wel de Moedertempel genoemd. De hindoeïstische tempel ligt op de hellingen van de vulkaan Gunung Agung.
Het is een heilig tempelcomplex gelegen op een berg en bereikbaar door een lange trap.
Het dateert van de 14e tot de 18e eeuw.
De tempel bestaat uit circa 200 bouwwerken verdeeld over 30 complexen. Ze zijn verdeeld over verschillende terrassen met meerdere Meru's en paviljoens.
In de vierde maanmaand van de Balinese kalender (maart/april) vindt het belangrijkste feest plaats. Uit alle delen van het eiland komen ze dan naar Besakih voor offers.
Het is verplicht om een sarong te dragen zodat men bedekt genoeg gekleed is. Daarnaast wordt het dragen van een selendang (een schouderdoek/brede sjaal) ook op prijs gesteld.